# Адеми, Рахим
Рахим Адеми (хорв. Rahim Ademi; 30 января 1954, Карач, Вучитрн) — бригадный генерал Сухопутных войск Хорватии.

## Биография
Рахим Адеми родился в селе Карач, в общине Вучитрн. Происходит из семьи косовских албанцев.
В 1976 году он окончил Военную академию Югославской народной армии (ЮНА) в Белграде, после чего начал службу в Рогознице возле Шибеника. В 1986 году военный суд в Сараево признал его виновным в «контрреволюционных действиях» и в «албанском сепаратизме», но после отбытия полутора лет в тюрьме, Высший военный суд согласился с его апелляцией и оправдал его. После освобождения Адеми служил в гарнизоне в города Синь.
Летом 1990 года, когда началась война в Хорватии, Адеми дезертировал из югославской армии и присоединился к созданной с нуля армии хорватской. Официально с 1991 по 1992 гг. он был сотрудником МВД. В 1992 году в звании бригадира он принял командование хорватскими войсками в хорошо знакомом ему районе Синя. В 1993 году он был переведен на должность заместителя командующего округом в Госпиче, но освобождён от должности в том же году после операции «Медакский карман». Позднее он служил в качестве суб-командира военного округа в Сплите и получил звание бригадного генерала за его достижения в операции «Буря» в 1995 году, оставался на должности до 1999 года, когда он был переведён на должность заместителя главного инспектора Вооруженных Сил в Загребе.
В конце июля 2001 г. Адеми предстал перед Международным трибуналом в Гааге (куда явился добровольно).

## Семья
Адеми женат, имеет двоих детей.